# 全日空817便ハイジャック事件
全日空817便ハイジャック事件（ぜんにっくう817びんハイジャックじけん）は、1977年（昭和52年）3月17日に東京湾上空で東京国際空港発仙台空港行きの全日空817便が暴力団員によって占拠された事件である。
同じ日に同じ航空会社、同じ行先の全日空724便ハイジャック事件が発生しているが関連性はない。
なお、被疑者が自殺した日本初のハイジャック事件でもある。

## 事件の概略
全日空817便は羽田空港から仙台空港に向う短距離航空路であった。同機には乗員7人、乗客173人が搭乗していた。午後6時半に離陸したが、離陸から2分後、東京湾上空を上昇中の機内で暴力団員（当時26歳）が立ち上がり、客室乗務員にピストル（モデルガンを改造したもの）を突きつけ「燃料が続く限り東京と仙台間を飛べ」などと要求、新聞を読んでいた乗客をピストルで殴打し、その際に拳銃が暴発した。犯人は支離滅裂な会話を客室乗務員に発していたが、運航乗務員は犯人とコンタクトできなかった。しかし、機内で発砲があったことが判明したため、直ちに午後6時44分に緊急着陸した。
犯人は、着陸後何故かトイレに一人で立てこもったため、午後7時15分に捜査員が突入したが、すでに死亡していた。死因は青酸化合物をトイレに入る前に服用したことであると判明し、計画が頓挫したと思い自殺したと判断された。

## 犯人の背景
犯人は指紋の照会で身元が判明したが、殺人未遂・窃盗・傷害・暴力行為で、11回の逮捕歴がある男だった。持ち物のメモには身代金を要求することや、乗客と安西正道全日空社長と身柄を交換することなど、ハイジャックの計画内容が書かれていた。そのため目的は身代金目的であったと推測されるが、犯人が死亡したため犯行理由は定かではない。
同年3月15日には、横浜市鶴見区のメッキ工場から青酸ナトリウムが詐取される事件が発生しており、自殺に使用した青酸化合物との関連性から犯人の遺体との面通しも行われたが明確に否定されている。また犯人が泊まっていた簡易宿泊所から、青酸化合物の残りと青酸による大量殺人事件が題材の推理小説が発見された。折りしも当時青酸コーラ無差別殺人事件が世間を騒がしており、同年1月4日には2人が犠牲になっていた。
被害者の作業員男性とハイジャック犯人が隣り合わせの簡易宿泊所にいたことや、2月14日に発生した青酸入りチョコレート事件の現場では、付近でハイジャック犯とよく似た男が目撃されたことなどから、なんらかの関連がある可能性もあったが、自殺したため真相は明らかに出来ていない。